# Eugen von Steuben
Eugen Heinrich Carl Wilhelm von Steuben (* 28. Januar 1843 in Frankfurt (Oder); † 4. April 1907 in Blankenburg (Harz)) war ein preußischer Generalmajor.

## Leben

### Herkunft
Er stammte aus dem mitteldeutschen Uradelsgeschlecht Steuben. Sein Großvater Otto von Loeben war, wie auch sein Vater Carl von Steuben († 1878), königlich-preußischer Oberforstmeister. Im Gegensatz zu seinem älteren Bruder Richard, der ebenfalls eine Laufbahn im Forstdienst einschlug, entschied sich Eugen Berufsoffizier zu werden.

### Militärlaufbahn
Nach seiner Erziehung im elterlichen Hause besuchte Steuben das Gymnasium und die Oberschule in seiner Heimatstadt. Am 1. Juli 1861 trat er als Dreijährig-Freiwilliger in das Leib-Grenadier-Regiment Nr. 8 der Preußischen Armee ein. Dort wurde er am 8. Dezember 1861 zum Portepeefähnrich ernannt und am 11. November 1862 zum Sekondeleutnant befördert. Als solcher nahm Steuben 1864 während des Krieges gegen Dänemark an der Belagerung und Erstürmung der Düppeler Schanzen teil.
Auch während des Krieges gegen Österreich kam er 1866 zum Einsatz und kämpfte bei Gitschin sowie der Schlacht bei Königgrätz. Nach Kriegsende kommandierte man ihn ab 1. Oktober 1867 auf ein Jahr zum Brandenburgischen Jäger-Bataillon Nr. 3 sowie vom 1. Januar 1869 bis zum 24. Juli 1870 als Adjutant zum Bezirkskommando Frankfurt (Oder). Anschließend nahm Steuben mit seinem Regiment im Krieg gegen Frankreich an den Schlachten von Spichern und Gravelotte teil. Während der anschließenden Belagerung von Metz wurde er am 2. September 1870 zum Premierleutnant befördert. Im weiteren Kriegsverlauf machte er die Kämpfe bei Beaune-la-Rolande, Orléans sowie bei Le Mans und erhielt das Eiserne Kreuz II. Klasse.
Am 12. Januar wurde Steuben zeitgleich mit der Beförderung zum Chef der 7. Kompanie ernannt. Daran schloss sich mit Wirkung zum 1. April 1881 eine Verwendung im Infanterie-Regiment Nr. 98 an. Als Major folgte am 13. Oktober 1887 die Ernennung zum Bataillonskommandeur. Unter Beförderung zum Oberstleutnant wurde Steuben am 27. Januar 1892 als etatsmäßiger Stabsoffizier in das 3. Großherzoglich Hessische Infanterie-Regiment (Leib-Regiment) Nr. 117 nach Mainz versetzt. In dieser Stellung am 12. September 1894 zum Oberst befördert, erhielt Steuben schließlich am 27. Oktober 1894 das Kommando über das Infanterie-Regiment „Fürst Leopold von Anhalt-Dessau“ (1. Magdeburgisches) Nr. 26. In Genehmigung seiner Abschiedsgesuches wurde er am 19. März 1896 mit Pension und der Berechtigung zum Tragen der Regimentsuniform zur Disposition gestellt.
Am 15. September 1904 erhielt Steuben noch den Charakter als Generalmajor.